# Raster Image Processor

Схема работы RIP

Raster Image Processor, RIP (в переводе с англ.  — «обработчик растрового изображения») — часть цифровых печатающих устройств и устройств допечатной подготовки, отвечающая за:
- Растеризацию — преобразование данных, описывающих содержание печатных листов в одном из специализированных форматов, в точечное изображение.
- Управление печатной машиной — контроль процессов внутри печатной машины с целью получения точной передачи изображения и оттенков цвета с учётом характеристик используемых материалов.
- Автоматизацию печати — хранение заданий печати и сопутствующих настроек печатной машины.

Задача RIP — преобразовать входное задание печати, описанное, например, языком PostScript, в формат точечное изображение, которое будет сформировано на печатной форме — так называемый полиграфический растр — и которое далее будет напечатано. Этот процесс называется «растеризацией». При этом могут производиться преобразования печатаемого изображения: масштабирование, сглаживание, детализация, утончение линий и прочие. Эти преобразования выполняются по специальным алгоритмам для получения точного отпечатка на конкретной печатной машине и конкретном материале.
Недорогие бытовые принтеры содержат простые процессоры печати, при этом часть задач перекладывается на драйвер печати, в таких случаях говорят, что RIP реализован программно.
Более дорогие модели принтеров, предназначенные для больших объёмов и скоростей печати содержат мощные RIPы, понимают язык PostScript, а также поставляются с программным обеспечением, позволяющем выполнять настройки печати.
Профессиональные решения для больших офисов и промышленные системы цифровой печати содержат в себе мощные RIPы, обеспечивающие быструю и математически сложную обработку заданий печати, позволяют преобразовывать изображения на лету с учётом цветовых профилей, текущего состояния печатной машины и условий окружающей среды. Они также обеспечивают хранение заданий печати и управление настройками этих заданий, хранение и применение цветовых профилей под разные печатные материалы, хранение и применение настроек конфигурации печатной машины. RIPы таких машин бывают встроенными и внешними. Внешние RIPы чаще всего производятся сторонними компаниями и подключаются к печатной машине как навесной модуль или как отдельное устройство.
Аналогичные мощные дорогостоящие RIPы являются частью аппаратов CTP, на которых осуществляется вывод форм для офсетной печати. 

Изначально RIP представлял собой аппаратное устройство, которое получало описание печатаемой страницы через какой-нибудь интерфейс (например, RS-232), генерировало изображение необходимого формата и передавало это изображение непосредственно на печатное устройство, например — на фотонабор.